# Jack Fisk
Jack Fisk (Canton, 19 dicembre 1945) è uno scenografo e regista statunitense.

## Filmografia

### Scenografo
- Angels Hard as They Come, regia di Joe Viola (1971)
- I diamanti sono pericolosi (Cool Breeze), regia di Barry Pollack (1972)
- Il messia del diavolo (Messiah of Evil), regia di Willard Huyck (1973)
- Terminal Island, regia di Stephanie Rothman (1973)
- Slam! Colpo forte (The Slams), regia di Jonathan Kaplan (1973)
- La rabbia giovane (Badlands), regia di Terrence Malick (1973)
- Il fantasma del palcoscenico (Phantom of the Paradise), regia di Brian De Palma (1974)
- Darktown Strutters, regia di William Witney (1975)
- Squadra d'assalto antirapina (Vigilante Force), regia di George Armitage (1976)
- Carrie - Lo sguardo di Satana (Carrie), regia di Brian De Palma (1976)
- Death Game, regia di Peter S. Traynor (1977)
- Eraserhead - La mente che cancella (Eraserhead), regia di David Lynch (1977)
- I giorni del cielo (Days of Heaven), regia di Terrence Malick (1978)
- Il boxeur e la ballerina (Movie Movie), regia di Stanley Donen (1978)
- Heart Beat, regia di John Byrum (1980)
- La sottile linea rossa (The Thin Red Line), regia di Terrence Malick (1998)
- Una storia vera (The Straight Story), regia di David Lynch (1999)
- Mulholland Drive, regia di David Lynch (2001)
- The New World - Il nuovo mondo (The New World), regia di Terrence Malick (2005)
- Invasion (The Invasion), regia di Oliver Hirschbiegel (2007)
- Il petroliere (There Will Be Blood), regia di Paul Thomas Anderson (2007)
- Come l'acqua per gli elefanti (Water for Elephants), regia di Francis Lawrence (2011)
- The Tree of Life, regia di Terrence Malick (2011)
- The Master, regia di Paul Thomas Anderson (2012)
- To the Wonder, regia di Terrence Malick (2012)
- Knight of Cups, regia di Terrence Malick (2015)
- Revenant - Redivivo (The Revenant), regia di Alejandro González Iñárritu (2015)
- Song to Song, regia di Terrence Malick (2017)
- Causeway, regia di Lila Neugebauer (2022)
- Killers of the Flower Moon, regia di Martin Scorsese (2023)
- Marty Supreme, regia di Josh Safdie (2025)

### Regista
- Lontano dal passato (Raggedy Man) (1981)
- Le violette sono blu (Violets Are Blue...) (1986)
- Caccia al testamento (Daddy's Dyin'... Who's Got the Will?) (1990)
- L'anima del diavolo (Final Verdict) – film TV (1991)

## Riconoscimenti

### Premio Oscar
- 2008 – Candidatura alla migliore scenografia per Il petroliere
- 2016 – Candidatura alla migliore scenografia per Revenant - Redivivo
- 2024 – Candidatura alla migliore scenografia per Killers of the Flower Moon